# Manifestes Dada
Au total, entre cent et cent-cinquante manifestes Dada ont été publiés par les dadaïstes, ce qui fait du manifeste leur genre de prédilection. Un manifeste est un écrit public par lequel un mouvement explique sa ligne de conduite, ses conceptions et ses buts. Les manifestes dadas ont la particularité d'être à la fois un programme et sa mise en œuvre, autrement dit de définir un projet tout en s'attachant simultanément à mettre en pratique les principes formulés,. 

## Importance de l'oralité
Pour Henri Béhar, les manifestes dadaïstes se distinguent fortement des autres manifestes contemporains (décadentistes, nunistes, futuristes) dans la mesure où ils sont faits pour être dits : « Ce sont des manifestes non seulement en vertu du message, de la prise de position qu'ils sont chargés de transmettre, mais en fonction de leur mode dénonciation [sic] par un auteur-acteur, devant une foule rassemblée. »

## Liste de manifestes Dada
- Hugo Ball, Manifeste DaDa, 1916 ;
- Richard Huelsenbeck, Dadaistisches Manifest, 1918
- Walter Serner, Dernier relâchement : manifeste dada, Lugano, 1918.
- Tristan Tzara, Manifeste Dada 1918.
- Collectif, « Manifeste du mouvement Dada », Littérature, no 13, 1920 ;
- Arp, « Manifeste du Crocrodarium Dada », ibid., 1920 ;
- Francis Picabia, « Manifeste cannibale dada », DADA, no 7 1920 ;
- Picabia, « Manifeste Dada », 391, no 12 ;
- Collectif, Dada soulève tout, tract-manifeste, 1921 ;
- Tristan Tzara, Sept manifestes Dada, 1924.

## Sources
- Claude Abastado, « Introduction à l’analyse des manifestes », Littérature, no 39,‎ 1980, p. 3-11
- Hubert Van den Berg, « “‘J’écris un manifeste... et je suis par principe contre les ma-nifestes’ (Tristan Tzara). Sur le caractère ambigu de l’(anti)-manifeste dadaïste” », dans Lise Dumasy & Chantal Massol (dir.), Pamphlet, utopie, manifeste XIXe-XXe siècles, Paris, L'Harmattan, 2003, p. 251-266.
- Iulian Toma, « Les manifestes dadaïstes et l’art de la répétition ou comment “dire” qu’on n’a rien à dire », Anales de Filología Francesa, no 31,‎ 2023 (DOI https://doi.org/10.6018/analesff.573131)
- Pierre Taminiaux, « Les Manifestes Dada comme gestes poétiques », dans H. Béhar et P. Taminiaux, Poésie et politique au XXe siècle, Hermann, 2011 (DOI https://doi.org/10.3917/herm.behar.2011.01.0019), p. 19-34
- (en) J. D. Erickson, « The Apocalyptic Mind the Dada Manifesto and Classic Anarchism », dans Manifestoes and Movements, Leiden, Brill, 1980 (DOI https://doi-org.wikipedialibrary.idm.oclc.org/10.1163/9789004658455_011)